# Larry Zerner
Lawrence Jeremiah Zerner (Hollywood, 8 de setembro de 1963), mais conhecido como Larry Zerner, é um advogado e ator norte-americano. O trabalho de maior destaque em sua carreira artística é o papel de Shelly Finkelstein no filme de terror Friday the 13th Part III. Na área da advocacia, especializou-se em questões legais relacionadas ao entretenimento.

## Vida e carreira

### Primeiros anos eFriday the 13th Part III
Zerner nasceu em Los Angeles, Califórnia, no distrito de Hollywood, em 1963. Aos onze anos, em sua primeira experiência no palco, participou de uma encenação da peça H.M.S. Pinafore, de Gilbert e Sullivan. Frequentou a Fairfax Senior High School, em Fairfax, onde se formou em teatro. Aos dezoito anos, foi contratado por uma empresa de pesquisa cinematográfica. Enquanto distribuía ingressos para uma exibição de Mad Max 2: The Road Warrior em uma esquina de Westwood, foi abordado por Martin Kitrosser e Carol Watson, roteiristas do filme de terror Friday the 13th Part III. Eles consideram Zerner ideal para o papel de Shelly e o convidaram para um teste de elenco. Steve Miner, o diretor do filme, orientou Zerner a "interpretar a si mesmo" e evitar atuar, já que ele compartilhava muitas semelhanças com seu personagem.
Por se tratar de uma produção em 3D, Larry e seus colegas de elenco tiveram algumas dificuldades durante as filmagens. Constantemente, eles precisavam refilmar tomadas de uma mesma cena e apontar objetos para o público para que os efeitos funcionassem. O elenco recebeu pouco apoio em relação às suas atuações, pois os cineastas estavam mais preocupados com a tecnologia 3D. Para a sequência da morte de Shelly, Zerner teve que sentar na cadeira de maquiagem para que a equipe de efeitos aplicasse em seu pescoço uma peça protética que simulava uma garganta cortada. O filme foi lançado em agosto de 1982 e um dos adereços usados por Shelly na trama, uma máscara de goleiro de hóquei no gelo que é roubada por Jason Voorhees, tornou-se posteriormente a marca registrada do vilão e um elemento icônico do cinema de terror.

### Trabalhos posteriores
Zerner continuou atuando em algumas produções cinematográficas e televisivas ao longo da década de 1980. Nessa época, apareceu no filme Hadley's Rebellion (1983), dirigido por Fred Walton, e participou de um episódio da telessérie Fame. A partir de 1982, frequentou a Universidade do Estado da Califórnia em Northridge (CSUN), onde graduou-se bacharel em teatro em 1985. Ele decidiu encerrar sua carreira na atuação e ingressou na Loyola Law School, em Los Angeles, graduando-se em direito em 1991. Em 2000, abriu seu próprio escritório de advocacia, especializado em direitos de marcas, entretenimento e direitos autorais.
Larry já advogou em diversos casos em Hollywood. Em 2005, representou George Lutz em um processo de violação de direitos autorais contra os criadores da refilmagem de The Amityville Horror. Defendeu Mark Towle em um processo movido em 2015 pela DC Comics contra a fabricação de réplicas do Batmóvel pela empresa de Towle. Em 2017, representou o músico Jerome Lawson em um processo contra a Apple, Inc. pelo uso de uma canção de Jamie xx num anúncio televisionado do iPhone 6. Também trabalhou como advogado de produção do filme The Amityville Murders, lançado em 2019. Entre outros clientes de Zerner estão o cineasta Daniel Farrands, roteirista de Halloween: The Curse of Michael Myers, e Peter M. Bracke, autor do livro Crystal Lake Memories: The Complete History of Friday the 13th.
Zerner voltou a atuar em 2013 na comédia Knights of Badassdom e apareceu em alguns filmes desde então. Interpretou um personagem com o nome "Shelly" em diferentes produções. Além de continuar oferecendo aconselhamento jurídico e participando como palestrante convidado em conferências de entretenimento, passou a reunir-se ocasionalmente com outros integrantes do elenco e equipe de Friday the 13th Part III e a participar de documentários sobre a franquia Friday the 13th. Em 2017, ele voltou a interpretar Shelly, dessa vez dando voz ao papel, no jogo eletrônico Friday the 13th: The Game, publicado pela Gun Media.

### Vida pessoal
Larry diz identificar-se com seu personagem mais conhecido: "A questão é que Shelly é realmente eu. [...] Quando eu tinha que imaginar como Shelly estava se sentindo sobre algo, eu apenas diria 'bem, como eu me sentiria sobre isso'". A respeito da popularidade de Shelly, ele comentou: "Acho que muita gente se identifica com ser o tipo de pessoa nerd e sem atrativos que está tentando fazer com que a garota bonita goste dele e o aceite. Muitos caras podem se identificar com isso".

## Filmografia

### Cinema
| Ano  | Título                                                         | Papel                | Notas                          | Ref.   |
| ---- | -------------------------------------------------------------- | -------------------- | ------------------------------ | ------ |
| 1982 | Friday the 13th Part III                                       | Shelly               |                                | [ 9 ]  |
| 1983 | Hadley's Rebellion                                             | Garoto no dormitório |                                | [ 9 ]  |
| 2004 | Crystal Lake Victims Tell All                                  | Ele mesmo            | Documentário                   | [ 9 ]  |
| 2013 | Crystal Lake Memories: The Complete History of Friday the 13th | Ele mesmo            | Documentário em vídeo          | [ 9 ]  |
| 2013 | Knights of Badassdom                                           | Shelly               | Cameo                          | [ 15 ] |
| 2014 | Found                                                          | Cientista            | Curta-metragem                 | [ 17 ] |
| 2017 | Death House                                                    | Shelly, o aderecista |                                | [ 9 ]  |
| 2017 | Friday the 13th Part 3: The Memoriam Documentary               | Ele mesmo            | Documentário de curta-metragem | [ 9 ]  |
| 2018 | All the Creatures Were Stirring                                | Zelador              |                                | [ 9 ]  |
| 2019 | The Murder of Nicole Brown Simpson                             | Vizinho              |                                | [ 9 ]  |
| 2021 | Hearts of Darkness: The Making of the Final Friday             | Ele mesmo            | Documentário                   | [ 9 ]  |

### Televisão
| Ano  | Título                                          | Papel            | Notas                            | Ref.   |
| ---- | ----------------------------------------------- | ---------------- | -------------------------------- | ------ |
| 1982 | Fame                                            | Gerente de palco | Episódio: "And the Winner Is..." | [ 10 ] |
| 2007 | 1 vs. 100                                       | Ele mesmo        | Episódio: "Last Man Standing"    | [ 18 ] |
| 2009 | His Name Was Jason: 30 Years of Friday the 13th | Ele mesmo        | Teledocumentário                 | [ 9 ]  |
| 2016 | The Horror Geeks                                | Shelly           | Curta-metragem                   | [ 19 ] |

### Jogo eletrônico
| Ano  | Título                    | Voz                | Notas                | Ref.   |
| ---- | ------------------------- | ------------------ | -------------------- | ------ |
| 2017 | Friday the 13th: The Game | Shelly Finkelstein | Mapa "Higgins Haven" | [ 16 ] |